# خانه خزایی
خانه خزایی مربوط به دوره قاجار است و در شهرستان خوسف، روستای خوانند واقع شده و این اثر در تاریخ ۲۳ شهریور ۱۳۸۲ با شمارهٔ ثبت ۱۰۱۹۸ به‌عنوان یکی از آثار ملی ایران به ثبت رسیده است.